# Барбо, Клеман
Клеман Барбо (фр. Clement Barbot; 1914, Гонаив — 14 июля 1963, Порт-о-Пренс) — гаитянский политик, военный и полицейский, сподвижник Франсуа Дювалье. Первый командир тонтон-макутов. В 1958—1959 — глава тайной полиции и «эскадронов смерти», главный организатор политического террора. Обвинён в заговоре против Дювалье, заключён в тюрьму. После освобождения попытался совершить государственный переворот. По приказу Дювалье убит тонтон-макутами.

## Работа, служба, политика
Родился в Гонаиве. Окончил Государственный университет Гаити. Работал учителем в Сен-Марке. Служил в гаитянской армии, имел лейтенантское звание.
Клеман Барбо принадлежал к политическим сторонникам Франсуа Дювалье и входил в ближайшее окружение Папы Дока. Барбо полностью разделял идеологию дювальеризма — чёрный расизм, авторитарный популизм, вудуистский мистицизм.

## Во главе тонтон-макутов
22 октября 1957 Франсуа Дювалье был избран президентом Гаити. 29 июля 1958 группа отставных военных предприняла попытку его свержения. Попытка была подавлена правительственными силами под командованием Клемана Барбо. Отмечая его заслуги, Дювалье назначил Барбо первым командующим Добровольческой милицией национальной безопасности — корпусом тонтон-макутов. Таким образом в руках Барбо сосредоточилось руководство тайной политической полицией и «эскадронами смерти».

Низкорослый, жилистый, с карандашными тонкими усиками, Барбо организовал страшных тонтон-макутов, тайную полицию «Папы Дока». Он был личным телохранителем шефа, руководил пытками и казнями

По приказу Барбо тонтон-макуты убивали либо принуждали к эмиграции политических противников режима. Сам он заявлял, что имеет разнарядки на политические убийства — двести-триста в год.

Этот человек, всегда в чёрном костюме и чёрных очках с пулемётом в руках, внушал страх уже дребезжащим звуком своего DKW

## Опала и гибель
24 мая 1959 Дювалье перенёс сердечный приступ. В период его недееспособности обязанности главы государства исполнял Барбо. Восстановившись, Дювалье заподозрил Барбо в узурпации власти и приказал арестовать. Барбо был заключён в тюрьму, где провёл почти четыре года. Командование тонтон-макутами президент поручил Люкнеру Камбронну.
Выйдя из заключения в апреле 1963, Клеман Барбо действительно попытался свергнуть Дювалье. Собрав группу родственников и сторонников, он запланировал похищения детей президента. После гадания на внутренностях козла Дювалье объявил, что Барбо перевоплотился в чёрного пса. По всей стране была организована охота на чёрных собак. Вскоре тонтон-макуты выявили бывшего шефа. 14 июля 1963 Клеман Барбо был убит. Его брат Арри Барбо — ранее также активный дювальерист и тонтон-макут — в отместку застрелил шофёра и двух охранников семьи Дювалье, после чего с другими членами семьи бежал в Аргентину.

## Семья
Клеман Барбо был женат, имел четырёх детей. Его дочь Вивиан Барбо — канадский политик, феминистка и профсоюзный деятель, в 2006—2008 депутат Палаты общин парламента, в 2011 — глава партии Квебекский блок. Своего отца Вивиан Барбо считает «борцом против диктатуры Дювалье».